# Teucholabis anthracina
Teucholabis anthracina är en tvåvingeart som beskrevs av Alexander 1921. Teucholabis anthracina ingår i släktet Teucholabis och familjen småharkrankar. Inga underarter finns listade i Catalogue of Life.